# Tadasuke Makino
Tadasuke Makino (jap. 牧野任祐 Makino Tadasuke; ur. 28 czerwca 1997 w Osace) – japoński kierowca wyścigowy.

## Życiorys
Po startach w kartingu, Makino rozpoczął międzynarodową karierę w jednomiejscowych samochodach wyścigowych w 2015 roku od startów w Japońskiej Formule 4. Spośród czternastu wyścigów, w których wystartował, wygrał sześć i jedenastokrotnie stawał na podium. Uzbierane 192 punkty dały mu tytuł wicemistrza serii. Rok później uplasował się na piątej pozycji w mistrzostwach Japońskiej Formuły 3 oraz na szóstym miejscu w Super GT

## Wyniki

### Podsumowanie
| Sezon | Seria              | Zespół                    | Wyścigi | Zwycięstwa | PP | NO | Podium | Punkty | Pozycja |
| ----- | ------------------ | ------------------------- | ------- | ---------- | -- | -- | ------ | ------ | ------- |
| 2015  | Japońska Formuła 4 | Rn-sports                 | 14      | 6          | 4  | 3  | 11     | 192    | 2       |
| 2016  | Japońska Formuła 3 | Toda Racing               | 17      | 0          | 1  | 0  | 4      | 41     | 5       |
| 2016  | Grand Prix Makau   | Toda Racing               | 1       | 0          | 0  | 0  | 0      | N/A    | 14      |
| 2016  | Super GT           | Drago Modulo Honda Racing | 3       | 0          | 0  | 0  | 1      | 15     | 16      |